# Miniac-sous-Bécherel

Miniac-sous-Bécherel este o comună în departamentul Ille-et-Vilaine, Franța. În 1 ianuarie 2022 avea o populație de 788 de locuitori.